# Фомин, Александр Гурьевич
Александр Гурьевич Фомин (22 марта 1958, Благовещенск, Амурская область, РСФСР, СССР — 10 декабря 2020, Москва) — советский и российский военачальник, генерал-майор. Герой Российской Федерации (2001).
Член координационного совета Ассоциации офицеров подразделений специального назначения ГРУ.

## Биография
Родился 22 марта 1958 года в городе Благовещенск Амурской области.
С окончанием средней школы в 1975 году поступил в Рязанское высшее воздушно-десантное командное училище по гражданской специальности «переводчик-референт, французский язык».
С 1979 года служил в частях специального назначения ГРУ в Прикарпатском и Туркестанском военных округах.
С 1985 по 1987 годы служил в составе ограниченного контингента советских войск в Демократической Республике Афганистан. С марта 1985 по октябрь 1985 в должности начальника штаба 186-го отдельного отряда специального назначения. Затем с октября 1985 года формирует с по август 1986 года командует 411-м отдельным отрядом специального назначения (по легенде 8-й омсб) в Фарахруде провинция Фарах, а с августа 1986 года по май 1987 года командовал 370-м отдельным отрядом специального назначения (6-й омсб) в городе Лашкаргах. За организацию и личное участие в десятках боевых операций Александр Гурьевич Фомин был награждён орденом Красной Звезды.
В 1990 году закончил Военную академию имени М. В. Фрунзе и с 1991 года служил в Туркестанском военном округе.
В 1992 году был командирован в Республику Таджикистан, где участвовал в операциях по снятию блокады с российских военных объектов и защите местного населения во время гражданской войны, за что награждён орденом «За личное мужество».
С 1993 года командовал 16-й отдельной бригадой специального назначения Московского военного округа (Рязанская область).
С 1997 года Фомин учился в Военной академии Генерального штаба, после окончания которой в 1999 году служил в Управлении частей специального назначения ГРУ.
В 2000 году участвовал во Второй чеченской войне, во время которой руководил проведением ряда спецопераций по уничтожению руководителей и членов незаконных вооружённых формирований.
12 ноября 2000 года возглавлял операцию по ликвидации боевиков на территории Ленинского района города Грозный, в ходе которой были захвачены пятеро террористов, в том числе полевой командир Асланбек Дидиев, но спецназовцы были блокированы превосходящими силами боевиков под руководством Бислана Гантамирова. После отказа военных нарушить приказ и выполнить требование об освобождении задержанных террористов, боевики открыли огонь. Трое солдат и два офицера погибли, полковник Фомин и ещё один офицер получили тяжёлые огнестрельные ранения.
Указом Президента Российской Федерации от 18 июня 2001 года за мужество и героизм, проявленные при исполнении воинского долга, Александру Гурьевичу Фомину присвоено звание Героя Российской Федерации с вручением Медали «Золотая Звезда».
В декабре 2002 года Александр Гурьевич Фомин был назначен на должность военного комиссара Тульской области.
В мае 2007 года вышел в отставку в звании генерал-майора, после чего работал в государственных организациях и общественных объединениях.
С июня 2010 года по 2016 год — военный комиссар Московской области.
Женат, двое детей.
Умер 10 декабря 2020 года. Похоронен на Троекуровском кладбище, в Москве.

## Награды
- Медаль «Золотая Звезда» (№ 730; 2001);
- Орден Красной Звезды (1986 год);
- Орден «За личное мужество» (1993);
- Орден «За военные заслуги» (1997)